# Monsieur Saïd
Pour plus de détails, voir Fiche technique et Distribution.
Monsieur Saïd (سعيد أفندي, Said efendi) est un mélodrame irakien réalisé par Kameran Hosni et sorti en 1957.
Il s'agit d'une adaptation du roman Tranche de vie (شجار) de l'écrivain irakien Edmond Sabri.
Le film est présenté en compétition au Festival de Moscou 1959. 65 ans plus tard, le film est restauré en 4K à l'Institut national de l'audiovisuel français à partir du négatif original du film, et il est ensuite projeté au Festival de  Cannes 2025 dans la section Cannes Classics. C'est la première fois qu'un film irakien y est projeté,.

## Synopsis
Dans les années 1950, l'enseignant M. Saïd emménage avec sa famille dans une nouvelle maison située dans un quartier modeste de Bagdad, après avoir été contraint de quitter son ancien logement sur ordre du propriétaire. Dans sa nouvelle maison, M. Saïd est confronté à des problèmes sociaux avec son voisin, Abdullah al-Iskafi, alors que des disputes surviennent entre leurs enfants, ce qui aggrave les tensions entre eux. Au fur et à mesure que ces problèmes s'aggravent, Saïd est confronté à un défi difficile à relever : Trouver un équilibre entre l'éducation de ses enfants et le maintien de bonnes relations avec ses voisins, sans recourir à la violence.

## Fiche technique
- Titre français : Monsieur Saïd[4]
- Titre original arabe : سعيد أفندي, Said efendi[5]
- Réalisation : Kameran Hosni
- Scénario : Youssef Al Ani (ar), d'après le roman d'Edmond Sabry
- Photographie : Abdoulkarim Hadi
- Maquillage : Mahdi Al-Awqati, Youssouf Salman
- Production : Kameran Hosni, Aflam Al Yawm
- Sociétés de production : Union des Artistes (Ittihad al fannanin)
- Format : Noir et blanc
- Pays de production :  Irak
- Langue originale : arabe
- Genre : mélodrame
- Durée : 91 minutes
- Dates de sortie : 
  - Irak : 2 janvier 1957
  - France : 15 mai 2025 (Festival de Cannes 2025)[1]

## Distribution
- Youssef Al Ani (ar) : Monsieur Saïd
- Jaafar Al Saadi (ar) : Abdullah Al-Iskafi
- Zaïnab Hosni : Fatima
- Abdelwahid Taha : M. Izat
- Hassan Hadi : l'enfant doué
- Fatima Al-Rubaie (ar)
- Yaaqoub Al Amine
- Abdel-Jabbar Abbas
- Mohamed Al Qaissi